# Cementiri de Castellbell i el Vilar
El Cementiri de Castellbell i el Vilar és una obra eclèctica de Castellbell i el Vilar (Bages) protegida com a bé cultural d'interès local.

## Descripció
Situat dins el meandre de Castellbell i s'hi accedeix a partir de l'enllaç de la carretera C-55, en direcció Manresa.
Compta amb una ermita datada de l'any 1154. La construcció del cementiri es va iniciar l'any 1886, ocupant un terreny d'uns 1.000 m². El mur perimetral que delimita el cementiri, presenta el parament combinant carreuons a la vista i paredat arrebossat i pintat.